# Espirdo
Espirdo település Spanyolországban, Segovia tartományban. Espirdo Brieva, Basardilla, Torrecaballeros, Trescasas, La Lastrilla, Bernuy de Porreros, Cabañas de Polendos és Cabanillas del Monte községekkel határos. Lakosainak száma 1607 fő (2024).

## Népesség
A település népessége az elmúlt években az alábbi módon változott:
| Lakosok száma | 243  | 372  | 606  | 871  | 1051 | 1088 | 1248 | 1344 | 1457 | 1607 |
|               | 2001 | 2004 | 2007 | 2009 | 2012 | 2014 | 2017 | 2019 | 2022 | 2024 |